# Ropotamo
Ropotamo (bugarski Ропотамо, što na starogrčkom znači "Granična rijeka") je relativno kratka rijeka u jugoistočnoj Bugarskoj. Izvire na planini Strandži, a duga je 48,5 kilometara i ulijeva se u Crno more između grada Djuna i Primorskog.
Rijeka je prepoznatljiva po svojem 30 metara širokom ušću u Crno more zbog brojnih biljnih vrsta od kojih je više od stotinu ugroženo. Donji dio toka rijeke je proglašen zaštićenim područjem i od 1940. godine je prirodni rezervat. Donji Ropotamo je i turistička atrakcija zbog lopoča i stijenskih formacija iznad rijeke u kojima se gnijezde orlovi štekavci.

## Zanimljivosti
- Ledenjak Ropotamo na otoku Livingstonu u Južnom Shetlandu (Antarktika) dobio je ime po rijeci Ropotamo.[nedostaje izvor]

## Vanjske poveznice
- Slike rijeke Ropotamo i obale
- Ropotamo nature park  Arhivirana inačica izvorne stranice od 14. rujna 2017. (Wayback Machine) (engl.)